# Søren Siegumfeldt
Søren Siegumfeldt Eriksen (født 30. maj 1963 i Aarhus) er en dansk musiker og komponist. Han er bedst kendt for at have leveret kompositioner og produktion af musik til reklamer samt tv-serier, film og interaktive fortællinger for børn.

## Liv og karriere
Søren Siegumfeldt voksede op hos en musikalsk familie og lærte at spille saxofon i en ung alder. I begyndelsen af 1980'erne begyndte han at spille professionelt, hvor han gik under kunstnernavnet Søren S. Eriksen. Da han flyttede til København i 1985 blev Siegumfeldt medlem af jazzbandet New Jungle Orchestra.
I 1988 medvirkede han på albummet Keep Your Hands Wide Open, som var en duo-indspilning med pianisten Horace Parlan. Her medvirker også Thomas Helmig på et enkelt nummer. Herefter medvirkede han i 1989 på albummet The Two Bass Hit med kontrabassisten Hugo Rasmussen, som blev udgivet på Olufsen Records. På dette album medvirker også personer som Lotte Anker, Ben Besiakov, Michael Paulsen og Peter Danstrup.
Søren Siegumfeldt står bag orkestret String Swing, der har udgivet fire albums; Red Shoes og Blue Hat fra 2004, Waiting for the Good Times (2009) samt This Is Meschiya Lake (2019), som vandt en DMA for bedste vokal-jazz-album. Han har også komponeret filmmusik til projekter som Hund & fisk (2001), Cirkeline og Verdens mindste superhelt (2004), Lykketoft Finale (2005), AFR (2007), Min avatar og mig (2011), Bag Blixens Maske (2011) og Jeg er fantastisk (2013). Siegumfeldt har derudover sammen med Halfdan E komponeret musik til filmatiseringerne af Ole Lund Kierkegaards børnebøger; Orla Frøsnapper (2011), Gummi T (2012) og Otto Er Et Næsehorn (2013). Han vandt en Robert for titelmelodien Sangen om Gummi T - hvem ved hvad der er op og ned? som er fremført af Annika Aakjær.
I 2014 skrev Søren Siegumfeldt operaen Trappen Til Helvede til tekster af Sophus Claussen. Den blev opført på Det Kongelige Teater som afgangsforestilling for Operaakademiet.

## Privatliv
Siegumfeldt er far til to sønner.